# مدرسه تک‌تیراندازان نیروی زمینی ایالات متحده آمریکا
مدرسه تک‌تیراندازان نیروی زمینی ایالات متحده آمریکا (انگلیسی: United States Army Sniper School) دانشکده نظامی زیرمجموعه مدرسه پیاده‌نظام ارتش ایالات متحده آمریکا است، که اعضای منتخب نیروی زمینی ایالات متحده آمریکا که به سمت‌های تک‌تیراندازی منصوب شده‌اند را در مهارت‌های لازم برای اجرای آتش دقیق دوربرد و جمع‌آوری اطلاعات میدان نبرد آموزش می‌دهد.
در این مدرسه، دانش‌آموزان در مهارت‌های میدانی، تکنیک‌های پیشرفته استتار، حرکات پنهان، تشخیص هدف، تخمین برد، استفاده از زمین، آماده‌سازی اطلاعاتی میدان نبرد، رویه‌های گزارش‌دهی مربوطه، تاکتیک‌های تک‌تیراندازی، تیراندازی پیشرفته و موضوعات مربوط به کارکنان (اطلاعات، ماموریت، آموزش، دستورات رزمی، فرماندهی و کنترل و مدیریت آموزش) آموزش خواهند دید.